# Parti de la réforme des États-Unis d'Amérique
Pour les articles homonymes, voir Parti de la réforme et Parti réformiste.
 (août 2021).
Le Parti de la réforme des États-Unis d'Amérique (en anglais : Reform Party of the United States of America) est un parti politique américain fondé en 1995 par Ross Perot. Il voulait répondre aux désillusions des Américains envers leur système politique perçu comme étant corrompu et cherchait à mettre en place une alternative viable aux deux partis majeurs : le Parti républicain et le Parti démocrate.
Ce parti, en grande partie à cause de ses objectifs, est divisé en un grand nombre de courants, ce qui rend son classement politique difficile. Il est aujourd'hui présidé par Nicholas Hensley.

## Histoire

### Élection présidentielle de 1992 et fondation du Parti de la réforme
Lors de l'élection présidentielle américaine de 1992, la candidature du milliardaire texan Ross Perot en tant qu'indépendant bouscula la scène politique américaine. Il devenait le premier candidat n'appartenant à aucun des deux principaux partis à faire un score notable depuis John Anderson en 1980, et surtout le premier qui avait une chance de gagner l'élection présidentielle depuis la candidature de l'ancien président Theodore Roosevelt en 1912. Perot a dérangé le microcosme politique en amenant sur le tapis des problèmes comme le déficit fédéral, le libre-échange, ou la réforme de l'État avec des questions comme la limitation des mandats, le financement des campagnes électorales, le lobbying. En abordant des points négligés par Bill Clinton et George H. Bush, il suscita l'intérêt d'un grand nombre d'électeurs et reçut 18,9 % du suffrage populaire. Après le scrutin, il continua à s'impliquer dans la vie politique, luttant surtout contre les accords de l'Aléna.
En 1994, Ross Perot soutint les candidats républicains aux élections de mi-mandat. Même si les Républicains, majoritaires au Congrès après les élections, mirent en place certaines des réformes fiscales proposées par Ross Perot en 1992, celui-ci fut insatisfait et, en 1995, fonda le Parti de la réforme. D'autres dénominations furent proposées, comme « parti indépendant » et « parti de l'indépendance » afin de souligner l'indépendance de la nouvelle formation politique et sa volonté de rupture avec le Parti démocrate comme le Parti républicain, mais elles durent être abandonnées pour des raisons légales. Certain tiers-partis furent incorporés dans le Parti de la réforme tel que le Patriot Party et United we stand America.

### Élection présidentielle de 1996
À l'approche du scrutin de 1996, Perot annonça sa volonté de laisser la place à un autre candidat. La seule personne ayant annoncé vouloir le remplacer était Dick Lamm, ancien gouverneur du Colorado. Après que la commission électorale fédérale a décidé que seul Ross Perot pouvait profiter des fonds fédéraux puisqu'il s'était présenté en tant qu'indépendant, Perot s'est finalement présenté. Cette décision a provoqué des tensions au sein du parti entre les partisans de Perot et ceux de Lamm, accentuées par le fait que lors des primaires, les partisans de Lamm ne recevaient pas de bulletins de vote. Perot a été élu par la Convention du parti qui choisit Pat Choate comme candidat pour la vice-présidence. Ne pouvant accéder aux débats présidentiels entre le président sortant Bill Clinton et le candidat républicain Bob Dole, l'influence de Ross Perot sur la campagne fut moins déterminante qu'en 1992, et il obtint 8 % des voix.

### 1998
Lors des élections de mi-mandat de 1998, Jesse Ventura devint gouverneur du Minnesota. Le Parti de l'indépendance du Minnesota avait une affiliation avec le parti de la réforme mais la rompit quand Pat Buchanan essaya de prendre en main le parti.

### Élection présidentielle de 2000
Pour l’élection présidentielle de 2000, le candidat du Parti de la réforme pouvait avoir accès à des fonds fédéraux d'un total de 12,5 millions de dollars. Patrick Buchanan (soutenu par Pat Choate et Lénora Fulnani), John Hagelin du Parti de la loi naturelle et l'ancien gouverneur du Connecticut et sénateur Lowell Weicker (avec le concours de Jesse Ventura) essayèrent de prendre le contrôle du Parti de la réforme. Des célébrités impliquées dans la politique comme Warren Beatty et Donald Trump tentèrent également de s'imposer à la tête du parti mais renoncèrent, leurs aspirations n'étant pas prises au sérieux par le public.
L'apogée de ce conflit fut atteint lors de la Convention du Parti de la réforme, en août 2000 à Long Beach en Californie, lorsque Pat Buchanan fut désigné candidat du parti et que Hagelin fut élu par une assemblée de délégués dissidents refusant la ligne conservatrice de Buchanan.
Buchanan fut finalement désigné par la commission électorale fédérale comme candidat officiel du Parti de la réforme et reçut donc les subventions. Avec comme colistière Ezola Broussard Foster, il obtint 448 895 voix, soit 0,4 % du suffrage populaire, ce qui ne permit pas au parti de bénéficier de subventions fédérales pour les élections suivantes, les 5 % requis n'étant pas atteints. John Hagelin, désigné candidat du Parti de la loi naturelle, obtint quant à lui 83 714 votants soit exactement 0,1 % du vote populaire.

### De l’élection présidentielle de 2004 à nos jours
La dernière scission eut lieu en avril 2002 quand des différends internes se sont produits entre Patrick Buchanan et la direction nationale du parti. Buchanan est parti fonder un parti paléo-conservateur, l'America First Party. 8 partis « filiales » sont partis avec Pat Buchanan, mettant au plus bas le Parti de la réforme et lui offrant peu de perspectives futures.
Lors du congrès de 2003, le Parti de la réforme avait une présence dans seulement 30 États (dont beaucoup étaient contrôlés par les filiales de l'american first party) et n'a pu être enregistré que dans sept États pour l'élection présidentielle de 2004. Dans la plupart de ces États, les organisations locales avaient récemment quitté le Parti fédéral.
Cela a été la surprise quand Ralph Nader a annoncé qu'il ne se présentait pas comme candidat du Parti vert des États-Unis mais du Parti de la réforme. Plus de deux tiers des 41 participants aux primaires votèrent le 12 mai 2004 pour Ralph Nader.
Les gens contre le parti de la réforme, majoritairement des démocrates, argumentèrent en déclarant qu'il n'était pas viable et qu'il ne pourrait pas devenir un parti national à cause de la réglementation de la commission électorale fédérale (CEF). Le 11 août 2004, il s'est avéré que le Parti de la réforme était dans le rouge, le trésorier national du parti William D. Chapman Sr a informé la CEF que le parti avait seulement 18,18 $ en banque et endetté de 300 000 $. En réponse, la direction du parti a suspendu Chapman de son poste.
Le congrès du RPUSA pour préparer le programme de 2004 devait se tenir du 22 juillet au 25 juillet à Columbus en Ohio mais a finalement eu lieu du 27 août au 28 août à Irving dans le Texas. 63 délégués ont assisté au congrès pour l'élection du candidat qui a choisi Nader pour représenter le Parti de la réforme des États-Unis d'Amérique. L'Ohio et quelques États ont boycotté la participation de l'organisation à la suite du déplacement du rassemblement et à l'élection de Nader.
Début septembre, les appels pour que les électeurs puisse voter pour Ralph Nader en Floride et au Colorado ont été vain, les tribunaux de ces États ayant considéré que le Parti de la réforme n'était plus un parti « national » et ont nié que Nader avait été choisi par un congrès national.
Le parti obtient 463 635 des votes soit 0,38 % des suffrages lors de l’élection présidentielle de 2004.
Au début de l'année 2005, les communiqués de presse du Parti de la réforme indiquaient qu'il était en reconstruction, appelait aux dons, essayait de se réinstaller dans les États où les branches locales sont partis comme l'Independence Party of Minnesota ou l'American First Party et indiquait qu'il y allait avoir une élection pour renouveler la direction.
En novembre 2005, le reform party a tenu un congrès en Arizona et de nouveaux dirigeants ont été élus. Depuis le parti se reconstruit et présente des candidats pour les diverses élections. Il essaye de regagner la possibilité de présenter des candidats dans plusieurs États en organisant des pétitions et présente un candidat pour le congrès dans le 4e district du Colorado.
Du 18 au 20 juillet 2008, RPUSA a tenu sa convention nationale à Dallas. Ted Weill a été investi par le parti pour être candidat aux élections présidentielles de 2008 avec Franck McEnulty, le candidat du New American Independent Party pour l'élection présidentielle comme candidat à la vice-présidence sur son ticket. David Collison (en) a été élu à la présidence du parti. Cependant, les résultats des votes n'ont pu être officialisés qu'en octobre à cause d'un recours en justice, d'une faction dissidente, l'independence party of New York. Du coup, le ticket Weill/McEnulty n'est apparu que sur les bulletins de vote de l'État du Mississippi où il a eu 481 voix.

## Candidats et résultats aux élections présidentielles
- 1996 : Ross Perot et Pat Choate : 8,4 % du suffrage populaire (8 085 402 voix)
- 2000 : Pat Buchanan et Ezola Broussard Foster : 0,4 % des voix (448 895 voix)
- 2004 : Ralph Nader et Peter Camejo : 0,4 % des voix (465 650 voix)
- 2008 : Ted Weill (en) et Frank McEnulty : 0,0004 % des voix (481 voix) – ticket seulement présent dans le Mississippi
- 2012 : Andre Barnett (en) et Ken Cross : 0,001 % des voix (962 voix)
- 2016 : Rocky De La Fuente (en) et Michael Steinberg : 0,02 % des voix (33 133 voix)
- 2020 : Rocky De La Fuente (en) et Darcy Richardson : 0,06 % des voix (88 238 voix)

## Programme
- Maintenir un budget équilibré qui serait assuré par la création d'un amendement qui obligerait le gouvernement à tenir des dépenses saines et à réduire la dette.
- Réformer la finance des campagnes électorales, incluant des restrictions strictes au financement des campagnes électorales et supprimer les comités d'action politique.
- Opposé aux accords de libre-échange comme l'ALÉNA et l’ALÉAC et veulent que les États-Unis quittent l'OMC.
- Pour une limite du nombre de mandats des parlementaires.
- Pour l'élection au suffrage direct du Président.

L'absence de propositions sur les mœurs dans le programme du Parti de la réforme, incluant l'avortement et le mariage homosexuel, est notable. Au début, les représentants du parti pensaient qu'ils pouvaient rassembler des gens de tous les côtés et former une coalition de modérés mais cela fut critiqué et il eut des luttes fratricides à ce sujet, comme en 2000 entre le progressiste John Hagelin et le conservateur Pat Buchanan, responsables de la chute du Parti de la réforme.